# 螨蜱胺
螨蜱胺是一种含氮有机硫化合物，化学式C12H14N2S，能作为兽用杀外寄生虫药，对付瓦螨属感染。